# Willie John McBride
Willie John McBride, CBE (* 6. Juni 1940 in Toomebridge, County Antrim, Nordirland, geboren als William James McBride) ist ein ehemaliger irischer Rugby-Union-Spieler, der als Zweite-Reihe-Stürmer für die irische Nationalmannschaft und die British and Irish Lions spielte. Mit seinen fünf Tourteilnahmen und 17 Testspielen für die Lions ist er der Rekordhalter dieser Auswahlmannschaft.
McBride gab sein Nationalmannschaftsdebüt für Irland 1962 gegen die englische Auswahl. Im selben Jahr wurde er zum ersten Mal für die Lions nominiert. Bis zur Tour der Lions 1971 verlor er mit der Mannschaft neun Testspiele in Folge. Zunächst wollte er aufgrund der schlechten Organisation und der damit einhergehenden Niederlagen nicht weiter für die Mannschaft spielen, Carwyn James konnte ihn jedoch davon überzeugen, wieder für die Lions aktiv zu sein. Gegen Neuseeland war er Teil der Auswahl, die bislang zum einzigen Mal eine Serie gegen die All Blacks gewinnen konnte. Drei Jahre später steigerte er diesen Erfolg noch, in dem er die Lions in Südafrika zu einer ungeschlagenen Tour führte. Die Serie gegen die Springboks ging auch wegen des 99 call in die Geschichte ein. Auf das Zurufen von 99 schlug jeder Spieler einen gegnerischen oder half einem Mitspieler, der angegriffen wurde. Mit dieser Taktik versuchte man sich bei den als unsportlich bezichtigten Südafrikanern Respekt zu verschaffen.
McBride ging vor allem als erfolgreicher Spieler der Lions in die Geschichte ein, er feierte jedoch auch mit der irischen Nationalmannschaft Erfolge. 1965 gelang der erste Sieg des Landes gegen Südafrika und ein Auswärtssieg in Australien, dem ersten einer der Home Nations überhaupt. 1975 beendete er seine Karriere. In seinem letzten Heimspiel legte er den einzigen Versuch im Trikot Irlands.
1980 nahm McBride seine Trainerkarriere auf und leitete für vier Jahre die irische Nationalmannschaft. 1983 übernahm er zudem die Leitung der Lions bei deren Tour nach Neuseeland, die jedoch nicht annähernd so erfolgreich verlief wie 1971, da die Auswahl alle vier Spiele gegen die All Blacks verlor.
1997 wurde McBride in die International Rugby Hall of Fame aufgenommen. Im Jahr 2004 wurde er vom Rugby World Magazin zur Rugbypersönlichkeit des Jahrhunderts gewählt. Er engagiert sich intensiv für die Wooden Spoon Society, die sich für die Förderung von benachteiligten Jugendlichen einsetzt.